# Liste des feuilletons de La Bonne Franquette
Cette page recense les séries et feuilletons présentés dans l'émission de télévision La Bonne Franquette, diffusée sur la chaîne Télé Luxembourg entre 1977 et 1981.
Ces séries présentées au format 26 minutes sont principalement d'origine française, américaine et britannique. Diffusées au milieu de l'émission, elles sont au nombre de 90, certaines ayant fait l'objet d'une diffusion fractionnée en saison ou d'une multidiffusion, parfois à la demande des téléspectateurs, comme ce fut le cas pour La Demoiselle d'Avignon. Il pouvait également s'agir de séries documentaires ou de dessins animés.
Elles sont répertoriées ici dans leur ordre chronologique de diffusion.

## 1977
1. Les Saintes Chéries (À partir du 3 janvier 1977)

2. Paul et Virginie (13 épisodes)

3. Ma Sorcière bien-aimée

4. Flipper le dauphin

5. Le Cirque

6. La Demoiselle d'Avignon (Du 19 avril au 3 mai)

7. Le Chevalier de Maison-Rouge (Du 4 au 18 mai)

8. Le Trésor des Hollandais (Du 19 mai au 2 juin)

9. Les Compagnons de Jéhu (Du 3 au 17 juin)

10. Le train bleu s'arrête 13 fois (Du 18 juin au 2 juillet)

11. Michel, l'enfant-roi – Diffusée sous le titre Un Enfant Nommé Michel (Du 4 au 19 juillet)

12. Anna et le Roi (Du 20 juillet au 1er août)

13. Malican père et fils (Du 2 au 16 août)

14. Les Cavaliers de la route (Du 17 au 31 août)

15. Le Petit Monde de Marie-Plaisance (Du 1er au 16 septembre)

16. Les Galapiats (Du 17 au 26 septembre)

17. Les Chevaliers du ciel (Du 27 septembre au 12 octobre)

18. Sylvie des Trois Ormes (Du 13 au 25 octobre)

19. Les Chevaliers du ciel (Du 26 octobre au 10 novembre)

20. Les Chemins de Pierre – Série française de 1972 réalisée par Joseph Drimal (Du 11 au 26 novembre)

21. Les Chevaliers du ciel (Du 28 novembre au 10 décembre)

22. Le Petit Chevalier Michel – Série polonaise [Przygody Pana Michała] (Du 12 au 26 décembre)

23. Les Aventures de deux enfants en Afrique – Série polonaise de 1974 [W pustyni i W puszczy] (Du 27 décembre au 5 janvier 1978)

## 1978
24. Ma sorcière bien-aimée (Du 6 au 20 janvier)

25. Arthur, roi des Celtes (Du 21 janvier au 4 février)

26. Flipper le dauphin (Du 7 au 20 février)

27. Les Boucaniers – Série américaine [The Buccaneers] (Du 21 février au 5 mars)

28. La Flèche noire – Série britannique [The Black Arrow] (Du 6 au 19 mars)

29. Robin des Bois (Du 20 mars au 6 avril)

30. La Flèche noire (Du 7 au 14 avril)

31. Des enfants parmi tant d'autres – Série documentaire réalisée par Pierre Tchernia (Du 15 au 29 avril)

32. Trois de cœur – Série française de 1976 de Roger Andrieux (Du 1er au 13 mai)

33. L'Âge en fleur (Du 15 mai au 7 juin)

34. L'Œil apprivoisé – Série documentaire suisse sur la peinture produite par la TSR (Un seul épisode diffusé le 8 juin)

35. Le Prince Saphir (Du 9 au 26 juin)

36. Fury (Du 27 juin au 11 juillet)

37. L'Araignée (Du 12 au 20 juillet)

38. Téva opération Gauguin (Du 21 juillet au 8 août)

39. Richard Cœur de Lion – Série américaine [Richard the Lionheart] (Du 9 août au 2 septembre 1978)

40. Heidi (Du 4 au 26 septembre)

41. La Compagnie de la mouette bleue (Du 28 septembre au 10 octobre)

42. L'Île au trésor – Série franco-allemande de Wolfgang Liebeneiner [Die Schatzinsel] (Du 11 au 27 octobre)

43. Les Enfants du 47A – Série britannique [The Kids from 47A] (Du 28 octobre au 5 décembre)

44. Corsaires et Flibustiers (Du 6 décembre au 23 décembre)

45. Les Aventures de Tom Sawyer – Série française de 1968 (Du 25 décembre au 2 janvier 1979)

## 1979
46. Heidi (Du 3 janvier au 8 février)

47. La Demoiselle d'Avignon (Du 9 au 23 février)

48. Bonsoir chef (Du 24 février au 10 mars)

49. Les Filles du ciel (Du 12 au 27 mars)

50. Les Faucheurs de marguerites (Du 28 mars au 12 avril)

51. Les Enfants du 47A (Du 13 au 29 avril)

52. Les Jours heureux (Du 30 avril au 15 mai)

53. Les Rives du Pacifique – Série canadienne [The Beachcombers] (Du 16 au 31 mai)

54. Nanny et le Professeur – Série américaine [Nanny and the Professor] (Du 1er au 17 juin)

55. Récifs (Du 18 au 30 juin)

56. Nanny et le Professeur (Du 2 au 12 juillet)

57. Trois mâts pour l'aventure (Du 13 au 27 juillet)

58. Cap sur l'aventure – Suite du précédent (Du 28 juillet au 11 août)

59. Poigne de fer et séduction (Du 13 août au 8 septembre)

60. L'Aventurier (Du 10 au 25 septembre)

61. La Barbe à papa (Du 26 septembre au 9 octobre)

62. Cher oncle Bill (Du 10 octobre au 3 novembre)

63. Rintintin (Du 5 novembre au 17 décembre)

64. Le Muppet Show (Du 18 au 31 décembre)

## 1980
65. Goldorak (À partir du 2 janvier 1980)

66. Joli cœur et Sac à puces – Série d'animation américaine [The Oddball Couple] (Mars 1980)

67. L'Île perdue

68. Goldorak (Du 1er au 25 avril)

69. Joe le fugitif (en) – Série américaine [Run, Joe, Run] (Du 26 avril au 24 mai)

70. The Brady Bunch (Du 26 mai au 20 juin)

71. Trois de cœur (Du 21 juin au 3 juillet)

72. Karino – Série polonaise de 1974, réalisée par Jan Batory (Du 4 au 10 juillet)

73. Le Petit Vic – Série américaine [Little Vic] (Du 11 au 17 juillet)

74. Gorri le diable (Du 18 juillet au 1er août)

75. Simon au pays de l'arc-en-ciel (Du 2 au 16 août)

76. Jerry Lewis – Série d'animation américaine Will the Real Jerry Lewis Please Sit Down (Du 18 août au 1er septembre)

77. Agence Intérim (Du 2 au 16 septembre)

78. Doris comédie (Du 17 septembre au 27 octobre)

79. Papa, cher papa – Série britannique Father, Dear Father (Du 28 octobre au 11 novembre)

80. Un couple singulier – Série américaine The Odd Couple (Du 12 novembre au 11 décembre)

81. Follyfoot (Du 12 décembre au 27 janvier 1981)

## 1981
82. Les Enfants du 47A (Du 28 janvier au 10 février)

83. Ah ! Quelle famille (Du 11 février au 17 mars)

84. Tonnerre (Du 18 au 26 mars)

85. The Mary Tyler Moore Show – Série américaine (Du 27 mars au 11 mai)

86. La Main rouge (Du 12 au 28 mai)

87. Lassie (Du 29 mai au 12 juin)

88. L'Aventurier (Du 13 au 24 juin)

89. Poigne de fer et séduction (Du 25 juin au 31 juillet)

90. La Révolte des haïdouks (Du 3 août au 7 septembre)